# Habitatge unifamiliar a la carretera Sentmenat, 108 (Castellar del Vallès)
L'Habitatge unifamiliar a la carretera Sentmenat és un edifici històric de Castellar del Vallès (Vallès Occidental) de titularitat privada situat al número 108 de la carretera de Sentmenat d’aquesta localitat. En l'actualitat l'edifici es troba dins de l'inventari del patrimoni històric, arquitectònic i ambiental de Castellar del Vallès i és considerat un Bé Cultural d'Interès Local.

## Característiques
És una casa unifamiliar que consta de soterrani, planta baixa i golfes. La teulada és a dues vessants, amb el carener paral·lel a la línia de façana. La façana mostra una composició simètrica, amb dues petites obertures d'arc escarser al soterrani, i tres obertures a la planta baixa. La porta d'accés és d'arc de mig punt i les dues finestres dels costats són d'arc carpanell molt rebaixat. Al pis de les golfes hi ha centrat un ull de bou i obertures amb perfil esglaonat als costats. El coronament és format per dos petits ràfecs laterals i una motllura sinuosa a la part central. Al vestíbul hi ha rajoles modernistes de temàtica floral.

## Història
La casa modernista situada a la carretera de Sentmenat número 108 fou encarregada pel senyor Francisco Truyols Sampere. La família Truyols era una família benestant, propietaria d’un assortidor de gasolina, just prop del carrer Sant Jaume. El 1920, la família compra a Emili Carles-Tolrà els terrenys compresos entre la carretera de Sabadell i part de les escoles i el 1926 va transformar aquell assortidor en una estació de servei que, des de sempre, ha estat l’única estació de gasolina instal·lada dins el nucli urbà i que en l’actualitat encara es conserva.
Fou aquest moment la família es trasllada a viure a la nova casa construïda a la carretera de Sentmenat número 108. Des de la construcció la casa ha passat de generació en generació; de Francisco Truyols la casa va passar a mans de la filla, Eulàlia Truyols Valls i aquesta la va deixar a la seva filla i actual propietària Maria Dolors Corominas Truyols.